# Aeropuerto Internacional de Mashhad
El Aeropuerto Internacional de Mashhad o Aeropuerto Shahid Hashemi Nejad (IATA: MHD, OACI: OIMM) está localizado en Mashhad (capital de la provincia de Jorasán Razaví, en Irán).
Tiene vuelos de forma frecuente a ciudades de Irán y también vuelos internacionales, principalmente al centro de Asia y Oriente Medio.
El aeropuerto se encuentra actualmente en un proyecto de ampliación. En marzo de 2008 tenía 20 000 metros cuadrados de superficie en la terminal de pasajeros, 19 aparcamientos de aviones, 3 calles de rodadura más y 40 000 metros cuadrados adicionales de aparcamiento.  

## Aerolíneas

### Domésticas
- Caspian Airlines (Teherán-Mehrabad)
- Eram Air (Teherán-Mehrabad, Shiraz, Tabriz)
- Fars Qeshm Air (Teherán-Mehrabad)
- Iran Air (Teherán-Mehrabad, Gorgon)
- Iran Air Tours (Abadán, Ahwaz, Bandar Abbás, Chabahar, Ispahán, Jorramabad, Rasht, Sarí, Shahrekord, Shiraz, Tabriz, Teherán-Mehrabad, Urmía, Yazd, Zahedán)
- Iran Aseman Airlines (Teherán-Mehrabad, Kermanshah, Shiraz)
- Kish Air (Kish Island, Teherán-Mehrabad, Ispahán)
- Mahan Airlines (Teherán-Mehrabad, Kermán, Shiraz, Zabol)
- Saha Airlines (Teherán-Mehrabad)
- Taban Airlines (Teherán-Mehrabad, Ispahán, Zahedán, Ahvaz, Kermanshah, Rasht, Tabriz, Kish)

### Internacionales
- Caspian Airlines (Damasco)
- Gulf Air (Baréin)
- Iran Air (Kuwait, Baréin)
- Iran Air Tours (Dubái)
- Iran Aseman Airlines (Baréin, Biskek, Dubái, Dusambé, Kuwait)
- Jazeera Airways (Dubái, Kuwait)
- Kish Air (Damasco)
- Qatar Airways (Doha)
- Saudi Arabian Airlines (Dammam) [temporada]
- Taban Airlines (Almaty, Biskek, Damasco, Dubái, Estambul-Sabina Gokcen)[1]
- Turkish Airlines (Estambul-Atatürk)

## Accidentes e incidentes
- El 1 de septiembre de 2006, un Tu-154 de Iran Air Tours  se salió de pista cuando aterrizaba en el aeropuerto internacional de Mashhad y se incendió. Un amortiguador se rompió durante el aterrizaje. El avión transportaba a 147 pasajeros, 29 de ellos murieron en el accidente. El Tu-154 volaba desde Bandar Abbás a Mashhad.
- El 25 de enero de 2010 se estrella en la pista el Vuelo 6437 de Taban Air, sin que se produjesen muertes.